# Wolfgang Fenner (Historiker)
Wolfgang Fenner (* 1956 in Wuppertal; † 17. Mai 2014 in Wuppertal) war ein deutscher Germanist und Historiker, zu dessen Forschungsgebieten Adolph von Knigge, Freimaurerei und Regionalgeschichte gehörten.

## Leben und Wirken
Der promovierte Germanist beschäftigte sich seit vielen Jahren mit der Geschichte der Stadt Schwelm. Seit 1987 betätigte er sich als Autor zahlreicher regionalgeschichtlicher Aufsätze und Referent im Verein für Heimatkunde Schwelm e. V. Viele davon wurden in Beiträge zur Heimatkunde der Stadt Schwelm und ihrer Umgebung veröffentlicht, an dieser Publikation war er von 1996 bis 2012 Mitherausgeber und später alleiniger Herausgeber. Auch im Martfeld-Kurier wurden Artikel von ihm veröffentlicht.
Fenner war Mitglied im Kuratoriums des von der Heydt-Kulturpreises und Mitarbeiter der Ratsfraktion der Linken im Rat der Stadt Wuppertal. Er starb nach schwerer Krankheit 58-jährig in Wuppertal. Bis zu seinem Tode war er im Vorstand des Heimatkunde Schwelm e. V., Fördervereins Historisches Zentrum Wuppertal und in der Otto-Pankok-Gesellschaft, Hünxe.

## Veröffentlichungen (Auswahl)
- Schwelm. 500 Jahre Stadt Schwelm. 1496–1996. Hrsg. von der Stadt Schwelm. Born, Wuppertal 1996, ISBN 3-87093-077-2.
- Adolph Freiherr Knigge: Über Freimaurer, Illuminaten und echte Freunde der Wahrheit. Hrsg. und eingeleitet von Wolfgang Fenner. Marix-Verlag, Wiesbaden 2008, ISBN 978-3-86539-161-2.